# Hans Henrik Møller
Hans Henrik Møller (født 1956 i Rønne, død 2012) var en dansk skønlitterær forfatter. Møller blev i 1986 mag.art. i nordisk sprog og litteratur og i 1993 desuden ph.d. med afhandlingen Erindringens form. Ved siden af sit forfatterskab arbejdede han som lektor ved Blågård Seminarium.
Statens Kunstfond tildelte ham i 2007 et arbejdslegat på 50.000 DKK. Romanen Burgundia modtog ved udgivelsen KulturBornholms Litteraturpris 2010 og nomineret til DR Romanprisen.